# Freddie Debono
Freddie Debono (* 21. Januar 1944 in Sliema) ist ein ehemaliger maltesischer Fußballspieler auf der Position eines Torwarts. Er war der erste – und für lange Zeit einzige – Torhüter, der zum Fußballer des Jahres in Malta gewählt wurde.

## Laufbahn
Debono begann seine Laufbahn 1958 beim FC Melita, der jedoch über einen guten Torhüter verfügte, an dem Debono nicht vorbeikam. Daher wechselte er 1959 zum Rabat FC. 1961 unterschrieb er einen Vertrag bei den Sliema Wanderers, einer Mannschaft in seiner Geburtsstadt. Zwar wurde er zunächst nur als dritter Torwart eingestellt, doch die beiden anderen Torhüter standen kurz vor ihrem Karriereende: Ein Jahr später beendete Victor Scerri seine Laufbahn und bald folgte Raymond Cosby, so dass Platz für Debono war.
Mitte der 1960er Jahre gewann Debono mit den Blues drei Meistertitel in Folge und war darüber hinaus zweimal im Pokalwettbewerb erfolgreich. Außerdem schaffte er in diesen Jahren den Sprung in die Nationalmannschaft, wo er die Nummer 2 hinter Nationaltorwart Freddie Mizzi wurde.
Nach diesen Erfolgen ging Debono für ein Jahr in die USA und unterschrieb bei seiner Rückkehr beim Hibernians FC, bei dem auch Nationaltorwart Mizzi unter Vertrag stand, der dort aufgrund von internen Querelen vermeintlich auf der „Abschussliste“ stand. Doch bald nachdem Debono den Vertrag unterzeichnet hatte, regelte sich die Angelegenheit wieder, so dass Debono die meiste Zeit auf der Bank verbringen musste. So bestritt er in seinen drei Jahren bei den Hibernians Paola lediglich zwölf Spiele.
Zur Saison 1971/72 wechselte Debono zum FC Valletta, in dessen Reihen er wieder auf die Erfolgsspur zurückfand und bereits ein Jahr später erster Torhüter war. Er wurde in Malta zum Fußballer des Jahres gewählt. Mit den Citizens gewann Debono einen weiteren Meistertitel sowie zweimal den Pokalwettbewerb, ehe er seine aktive Laufbahn 1977 ausklingen ließ. Sein letztes Spiel war das siegreiche Pokalfinale gegen den Nachbarn FC Floriana.

## Erfolge
- Maltesischer Meister: 1964, 1965, 1966, 1974
- Maltesischer Pokalsieger: 1963, 1965, 1975, 1977
- Maltas Fußballer des Jahres: 1973